# Westfriese Munt
De Westfriese Munt in de Nederlandse stad Enkhuizen is het enige resterende gebouw van de gelijknamige instelling. Het huidige pand is in 1611 gebouwd in de stijl van de Hollandse renaissance. Het staat op de plek waar al voor 1600 een pand met meerdere functies stond. Sinds 1467 droeg het oude complex de naam Patershof. Het pand is op 22 februari 1966 ingeschreven in het rijksmonumentregister.

## Geschiedenis
De panden van de Westfriese Munt dienden eerst nog als kerkelijke instelling, vandaar ook de oude naam Patershof. Na de reformatie kwamen er andere instellingen in de gebouwen. Het complex kreeg na het bezoek van Willem I de naam Prinsenhof. Een deel van het complex werd bestemd voor de Westfriese Munt. De Munt werd op 8 augustus 1586 opgericht naar aanleiding van het afzweren van Filips II als graaf van Holland. Een deel van het complex werd ingericht als vergaderruimte van de Heren van de Admiraliteit en eveneens van de Raden van de Admiraliteit.
De West-Friese steden Enkhuizen, Hoorn en Medemblik besloten zelf munten te gaan slaan bij een gezamenlijke munt. Ook vanwege de voortdurende oorlog in de rest van de Nederlanden was het verkrijgen van guldens uit de officiële munt in Dordrecht erg moeilijk. Vanaf 1609 rouleerde de vestigingsplaats: de munt was voor een periode van zes jaar afwisselend in een van de drie steden gevestigd. In Hoorn en Medemblik was de munt gevestigd in de Muntstraat.
Na opheffing van de raden werden de gebouwen verbouwd en kregen allen verschillende functies. Een van de gebouwen werd verbouwd tot woning. Een ander deel van het gebouw werd ingericht als bioscoop, eveneens genaamd Westfriese Munt, of Muntbioscoop. Hier kwam later een winkelpand. Ook is een deel in gebruik geweest als hotel.

## Gevel
Het huidige pand is in 1611 gebouwd, dit is ook in twee gevelstenen aangegeven die in de fries geplaatst zijn. Naast de stenen zijn ook twee leeuwenkoppen geplaatst. De pui is in de 18e eeuw gewijzigd. Andere gevelstenen, boven de fries, tonen het wapen van West-Friesland en het wapen van Enkhuizen. Ook prins Maurits is in steen gehouwen, zijn beeltenis staat boven het middelste raam.